# Eruguera garsera
L'eruguera garsera (Lalage nigra) és una espècie d'ocell de la família dels campefàgids (Campephagidae).
Habita els boscos, terres de conreu i manglars de les illes Nicobar, sud de Tailàndia peninsular, Malaca Sumatra, incloent les illes Nias, Bangka i Belitung. Borneo, incloent les illes adjuntes. Oest de Java, incloent les illes Karimunjawa. Filipines.